# Будьонівка

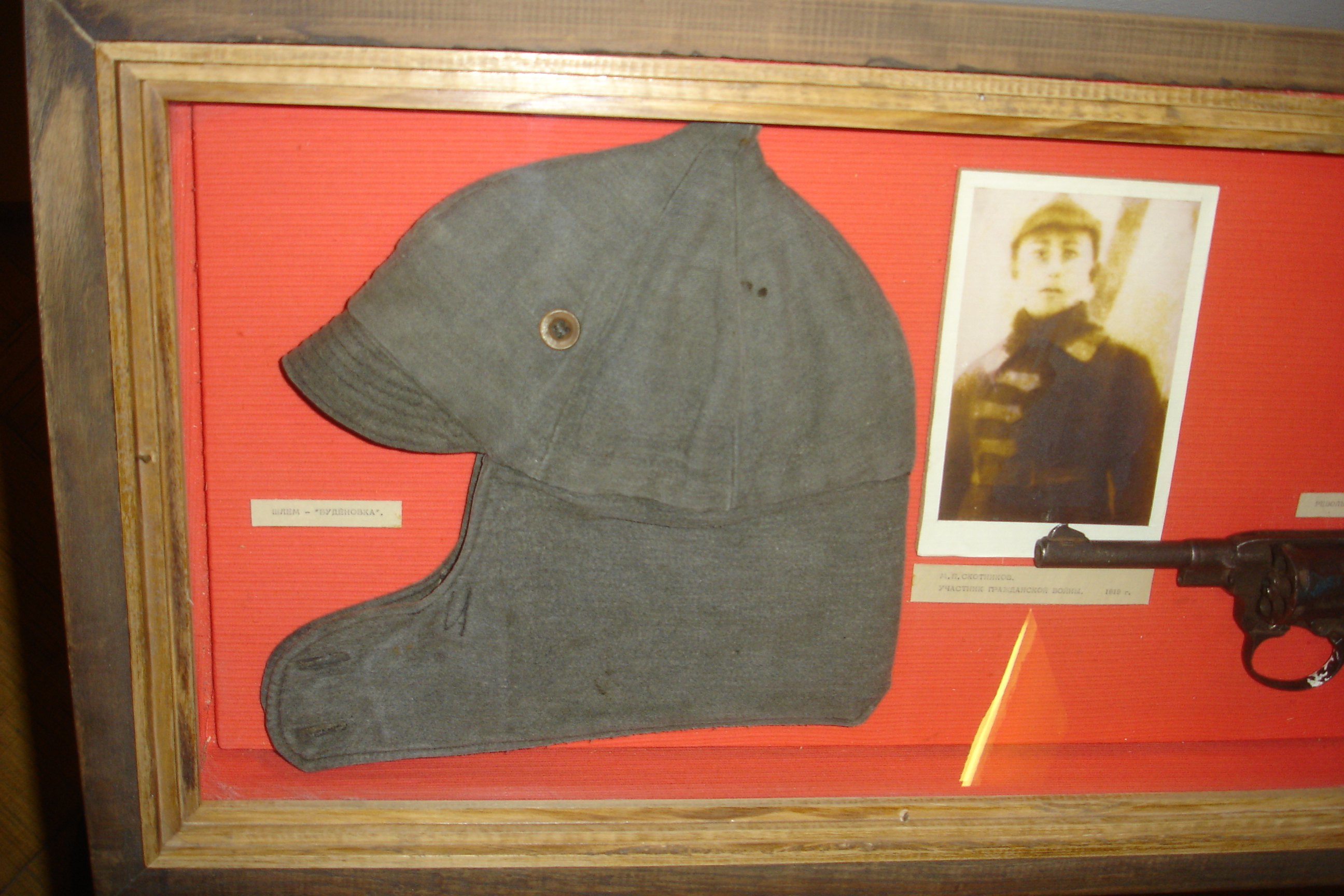
Будьонівка. 1918-20 роки

Будьонівка (Богатирка, Фрунзівка) — формений головний убір, червоноармійський сукняний шолом особливого зразка, формовий головний убір військовослужбовців Робітничо-селянської Червоної армії.

## Історія створення

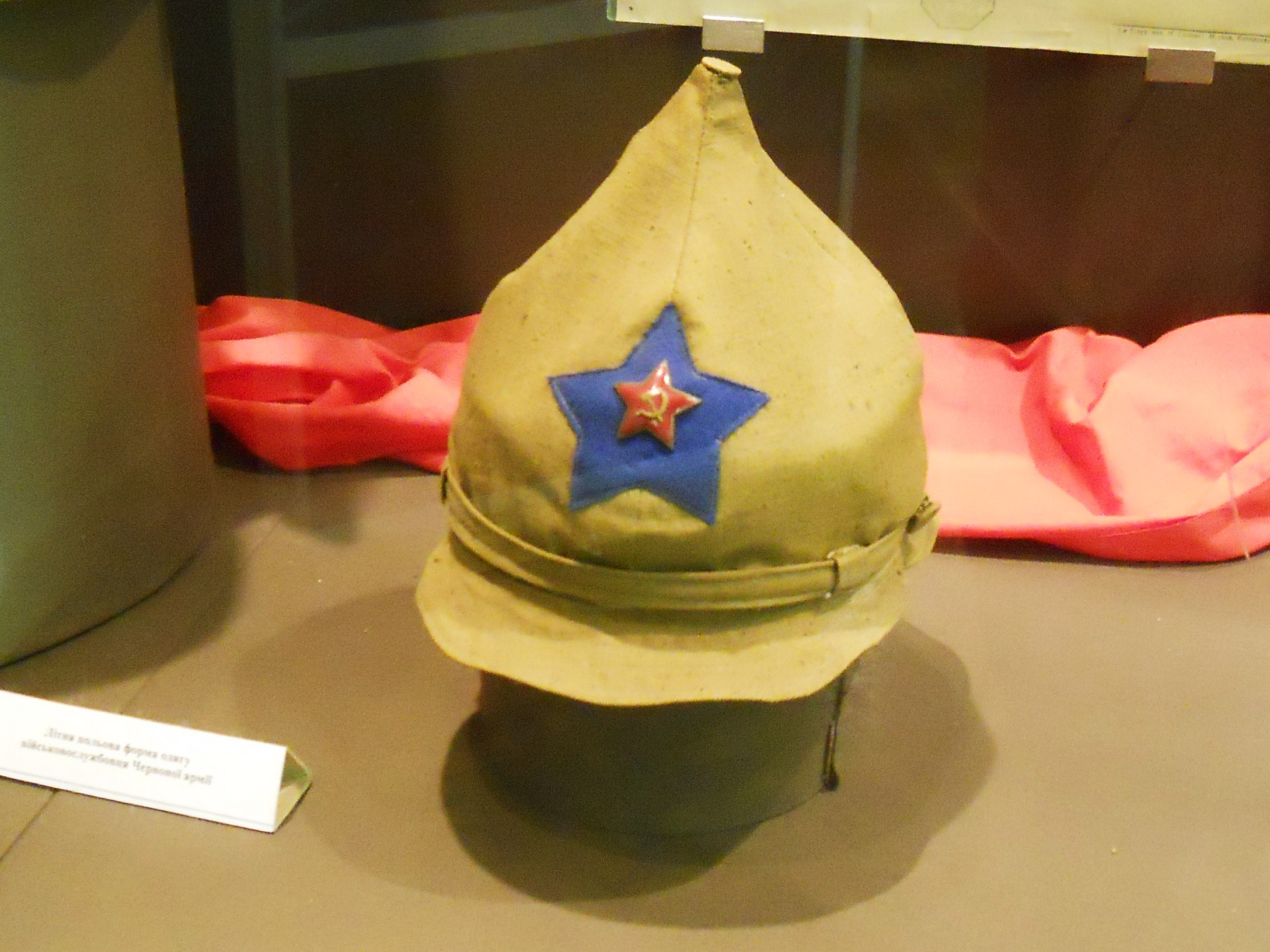
Будьонівка. Музей 996-ї армії, Київ

У радянській військовій та історичній літературі стверджується, що будьонівка (а також шинель, гімнастерка та інші елементи військової форми червоноармійців) була створена в 1918 році спеціально для формування Робітничо-селянської Червоної армії (РСЧА). Однак в сучасній історичній, а особливо науково-популярній літературі, розглядається версія, що головний убір такої форми був розроблений раніше, близько 1915 року, для параду Перемоги Російської імператорської армії в Берліні і Константинополі. Він зберігався на складах і до військ не надходив, а потім був використаний для обмундирування червоноармійців.
Тобто, швидше за все, документи і накази, пов'язані з розробкою нової форми бійця РСЧА, були підписані фактичним творцем цієї армії, народним комісаром Троцьким. Цей головний убір входив у комплект нової військової форми, введення якої завадила Перша Світова війна. На складах зберігалася велика кількість комплектів нової форми. На Будьонівці спереду був вишитий двоголовий орел, Російський імперський герб, який потім був закритий п'ятипроменевою зіркою.
Згідно з офіційною радянською версією, створення в лютому 1918 року збройних сил викликало необхідність розробки нової уніформи, яка б відрізнялася від колишньої російської та іноземної. З цією метою Народний комісаріат у військових справах РРФСР наказом від 7 травня 1918 року оголосив конкурс з розробки нового обмундирування для військовослужбовців РСЧА, в якому взяли участь відомі російські художники В. М. Васнецов, Б. М. Кустодієв, М. Д. Єзучевського, С. Т. Аркадьєвский та інші.
18 грудня 1918 року був затверджений новий тип зимового головного убору — суконний шолом, формою нагадував середньовічну «єрихонку» або шолом з бармицею  — частина обладунків давньоруських витязів, богатирів (за що в перший час отримав побутову назву «Богатирка»).
Згодом шолом, який став яскравою ознакою приналежності до Червоної армії, називали на ім’я полководців, під проводом яких перебували перші з частин, в які надійшло нове обмундирування — М. В. Фрунзе («фрунзівка») і С. М. Будьонного («будьонівка»). Остання назва, завдяки вихідцям з Першої кінної армії, які зайняли головні посади у ієрархії РСЧА СРСР, вкоренилася у радянській військовій та історичній літературі.

## Історія змін

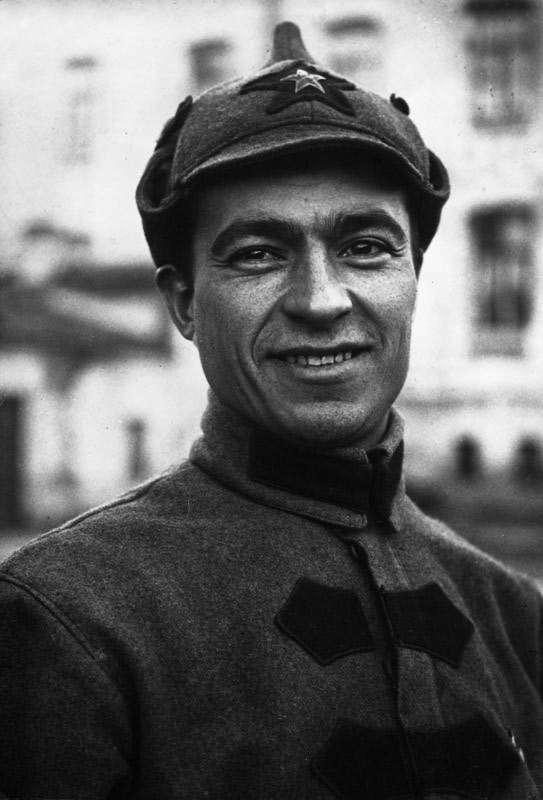
Червоноармієць у будьонівці, 1926 рік

Наказ РВСР № 116 від 16 січня 1919 року, який офіційно ввів носіння нового зимового головного убору у всіх родах військ (сил) Червоної армії, містив опис будьонівки, як шолома з сукна захисного кольору на ватній підкладці, що складається з ковпака, зшитого з шести звужених догори сферичних трикутників, пришитого спереду простроченого овального козирка і запотиличника з подовженими кінцями, що застібаються під підборіддям на два ґудзики або пристібаються (в складеному вигляді) до нашитих на ковпаку обтягнутим сукном ґудзиків.
Символом приналежності до Червоної армії була нашита спереду над козирком п'ятипроменева зірка діаметром базової окружності 8,8 см з сукна, колір зірки залежав від роду військ. Наказом Народного Комісаріату з військових справ № 594 від 29 липня 1918 року було введено носіння на головних уборах металевого значка-емблеми у вигляді покритої червоною емаллю п'ятипроменевої зірки з перехрещеними плугом і молотом, яка на будьонівці прикріплювалася в центрі полотняної зірки.
Наказом Реввійськради Республіки № 628 від 8 квітня 1919 були встановлені шість кольорів сукна для знаків розрізнення родів військ: для піхоти — малиновий, для кавалерії — синій, для артилерії — помаранчевий, для авіації — блакитний, для інженерних військ — чорний, для прикордонних військ (які в цей період також входили до складу РККА) — зелений. Діаметр базової окружності нашивної зірки був збільшений до 10,5 см.
Наказом Реввійськради Республіки № 322 від 31 січня 1922 був введений літній головний убір, що виготовлявся з наметового полотна або бавовняної тканини світло-сірого або близького до нього кольору і повторював форму зимового суконного шолома, але без застібальних під підборіддям одворотів напотиличника.
Літній шолом був частиною обмундирування червоноармійців протягом двох років, оскільки в травні 1924 року був замінений кашкетом, однак зимові будьонівки продовжували використовуватися, зазнавши в 1922 році зміни фасону (ставши менш високими і більш округлими за формою) і кольору сукна (який став темно-сірим).
У зв'язку зі зміною форми шолома зменшився діаметр базової окружності нашивної зірки (до 9,5 см), а 13 квітня 1922 року була змінена червоноармійська емблема, замість плуга і молота, на вкритих емаллю п'ятипроменевих зірках стали зображати офіційну емблему робітничо-селянської держави — серп і молот.
У 1926 році знову був змінений колір сукна шолома (з темно-сірого на захисний, що відповідав кольору суконного обмундирування РККА зразка 1924 року).
Наказом Реввійськради СРСР № 415 від 2 серпня 1926 року скасовано суконна зірка, в зв'язку з чим до скасування цього наказу в жовтні того ж року червоноармійський значок-емблема прикріплявся безпосередньо на ковпак шолома.
Різні моделі і модифікації будьонівки використовувалися частинами РККА, а також радянською міліцією (літній варіант) до початку 1940-х років, коли її остаточно замінили кашкети, пілотки і зимові шапки-вушанки.
Будьонівка була скасована наказом Наркома оборони СРСР № 187 від 5 липня 1940 року і замінена шапкою-вушанкою, так як під час Радянсько-фінської війни виявилося, що вона не дає достатнього теплозахисту в сильні морози. Проте, подекуди її продовжували використовувати до 1943 року.

## Будьонівка в мистецтві

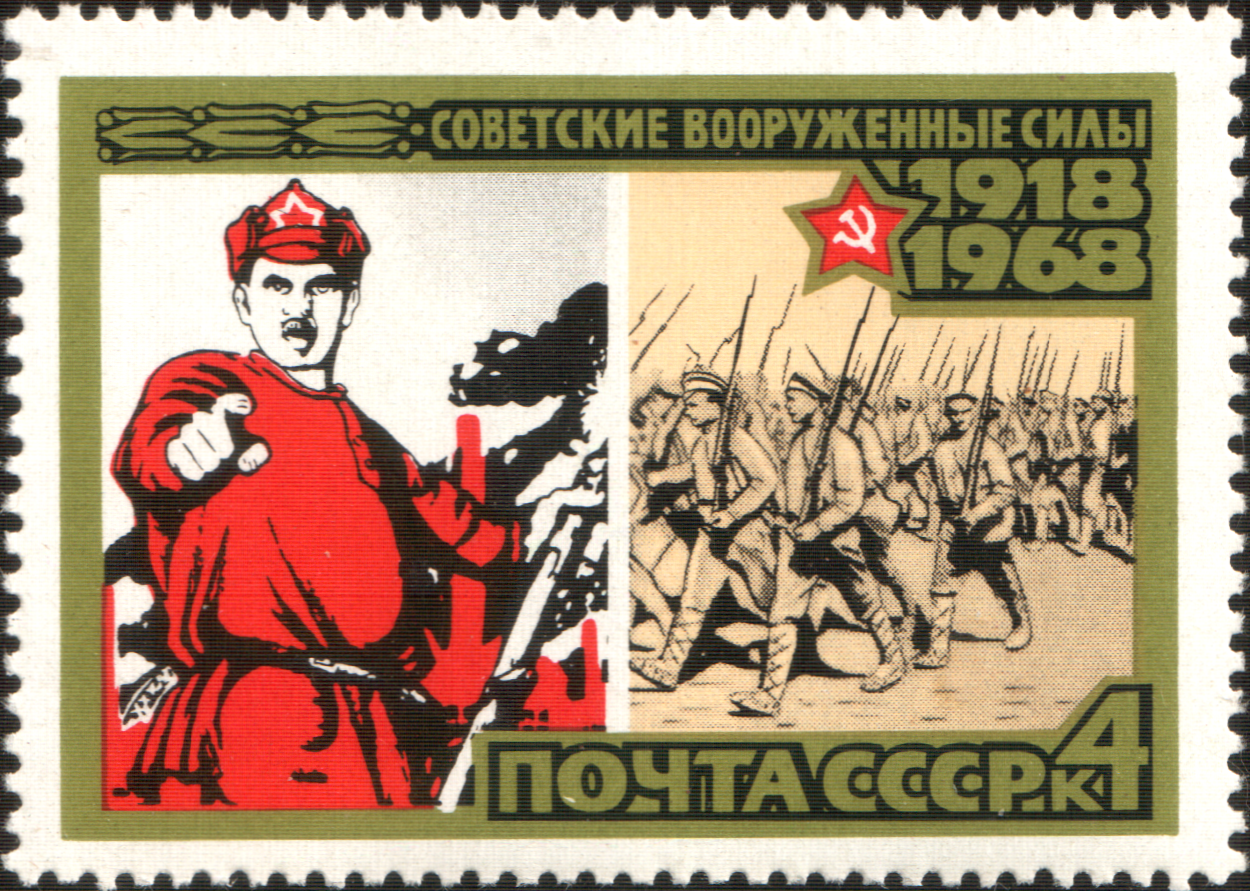
Поштова марка, присвячена 50-літтю Збройних сил СРСР. 1968.

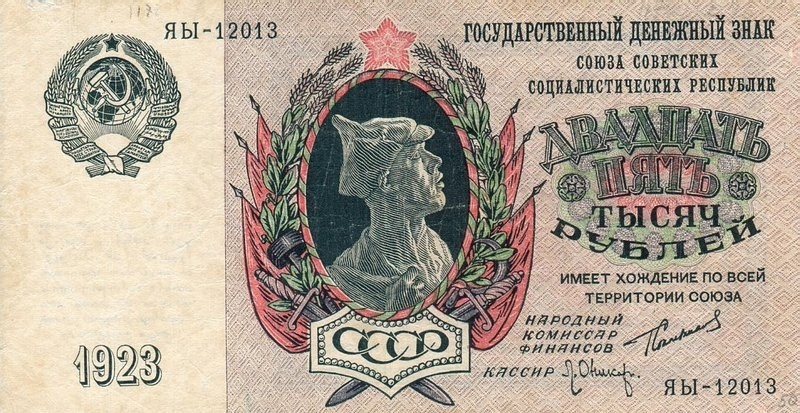
Банкнота СРСР, 25 000 карбованців. 1923

Першими творами революційного мистецтва, що зображають будьонівку як невід'ємний атрибут червоноармійця, стали випущені в період Громадянської війни агітаційні плакати, що закликають робітників і селян вступати до лав Червоної армії. Найвідомішим з них є плакат Д. Моора «Ти записався добровольцем?» (1920).
Тільки скасування носіння в військах завадила будьонівці стати справжнім геральдичним символом, хоча окремі приклади використання її в цій якості можна знайти в радянській архітектурі: червоноармійський шолом є центральною фігурою рельєфу на фасаді будівлі Головного штабу Сухопутних військ ЗС Росії в Москві (Фрунзенська наб., Будинок № 22).
У 1977 році режисером І. Вознесенським знято художній фільм «Будьонівка» за мотивами творів А. Гайдара.
У 1923 році, з’явилися нові банкноти СРСР номіналом у 25 000 карбованців, на лицьової стороні яких було зображене погруддя червоноармійця у будьонівці. Прототипом для зображення стала скульптура Шадра (І.Д. Іванова).